# Teatro Manzoni (Pistoia)
Il Teatro Manzoni è un teatro di Pistoia situato in Corso Gramsci 127.

## Storia e descrizione
L'origine del teatro è legata all'Accademia dei Risvegliati fondata a Pistoia nel 1642 dal Nobile Federigo Manni e da monsignor Felice Cancellieri allo scopo di contribuire al risveglio culturale cittadino.
Dopo aver ottenuto dal Comune una stanza del Palazzo pubblico, adibita solo occasionalmente a sala teatrale, l'Accademia ottenne un tiratoio dell'Arte della Lana per realizzare un vero e proprio teatro che dopo lunghe e complesse pratiche di reperimento dei fondi ed elaborazione del progetto venne finalmente inaugurato nel 1694.

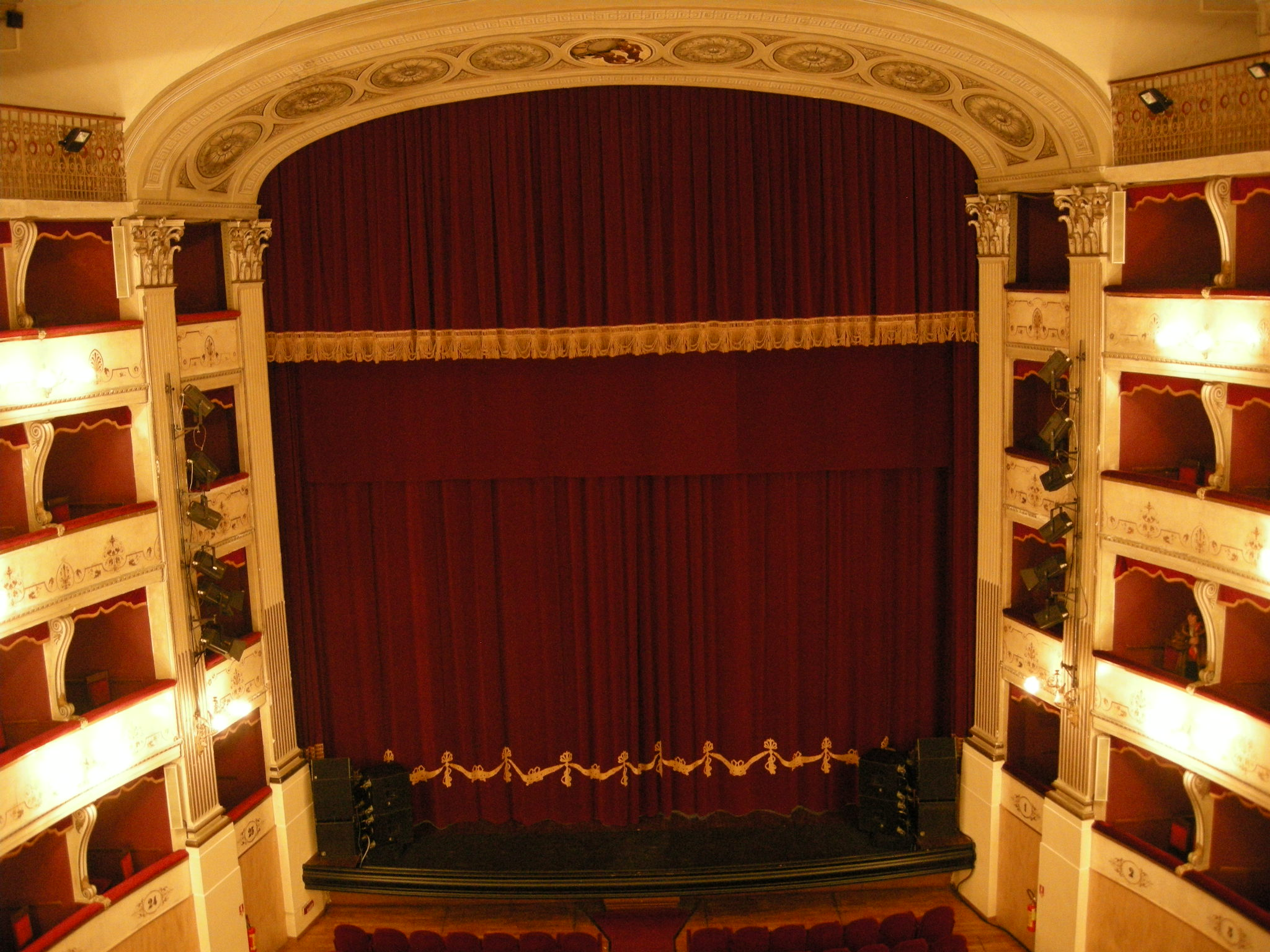
Il palcoscenico

Dopo alcuni consistenti miglioramenti realizzati nel 1717-18 (decorazioni pittoriche del prospetto dei palchi e del soffitto, ammattonamento della platea, creazione del diacciatino o spazio per il ristoro, sala interna per l'Accademia) lo spazio venne utilizzato nel corso del Settecento da una scuola di ballo, dall'Accademia dei Nobili e come sala da biliardo. In questo secolo si registrarono anche alcuni importanti interventi di ristrutturazione dell'immobile: nel 1755, quello più dispendioso per il bilancio dell'Accademia, su progetto del celebre architetto imperiale Antonio Galli da Bibbiena (ampliamento e ribassamento del piano di platea, apertura di due accessi laterali alla platea, allargamento del proscenio e allineamento dei palchi di platea con quelli di proscenio), quindi venne creata una fossa attorno all'orchestra per separarla dal pubblico; infine, negli ultimi anni del secolo, quello realizzato su progetto dell'architetto granducale Cosimo Rossi Melocchi (rialzamento del soffitto e rinnovo delle decorazioni, potenziamento del palcoscenico con nuovi scenari).

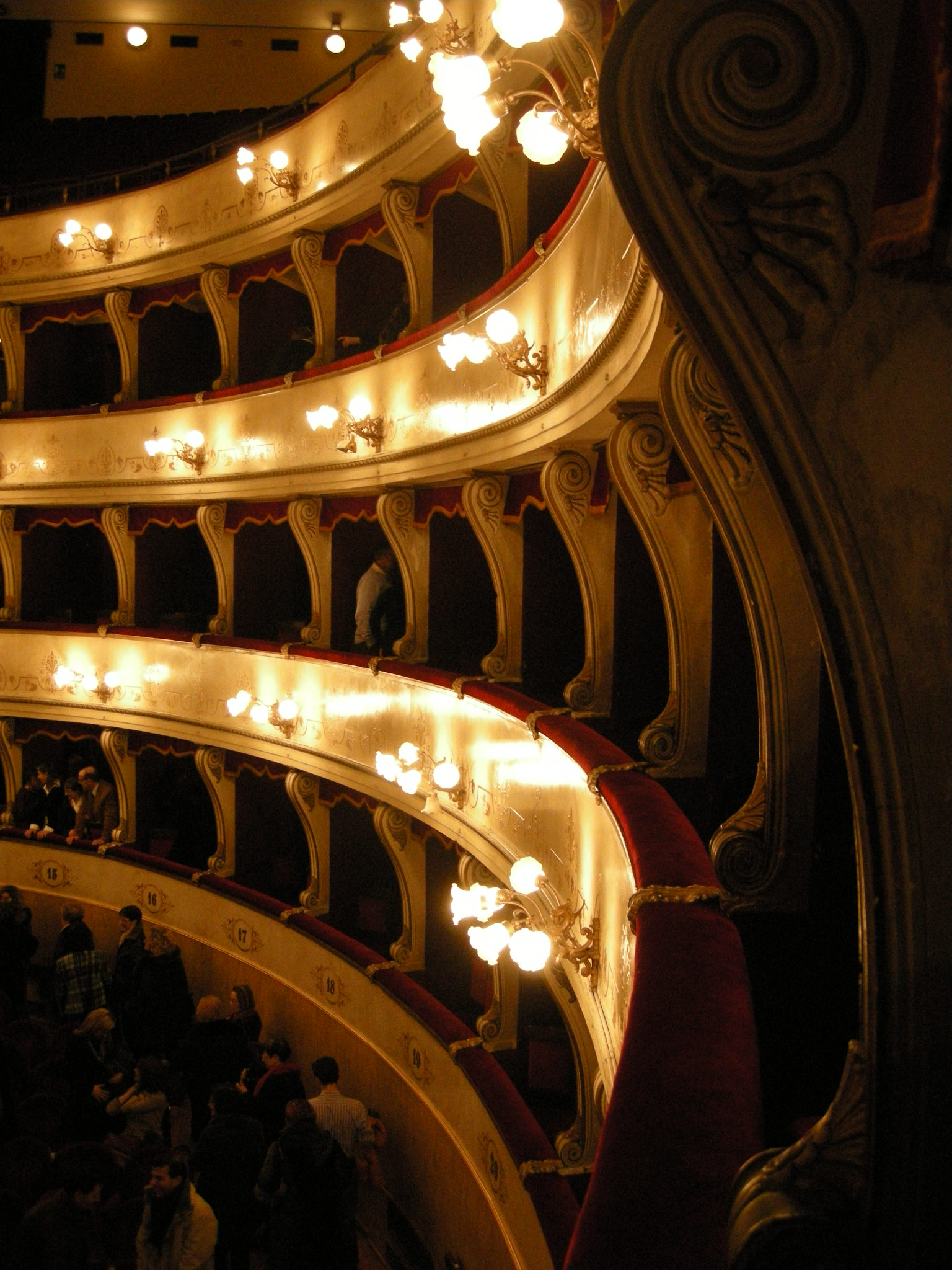
Palchetti

Il teatro assunse comunque la fisionomia giunta poi ai nostri giorni grazie ai consistenti lavori di ristrutturazione realizzati fra il 1861 e il 1864 su progetto di Pietro Bernardini che lo portarono a una capienza complessiva di 1200 spettatori: venne modificata l'originaria curvatura introdotta dal Bibiena, fu aggiunto un quinto ordine di palchi, i palchi e i corridoi di accesso vennero ampliati e si sostituirono le strutture lignee con altre in laterizio.
Dopo la realizzazione dell'impianto di luce elettrica nel 1897 e alcuni lavori di manutenzione, il teatro fu nuovamente ristrutturato nel 1926 su progetto di Luigi Manfredini: eliminazione del quinto ordine di palchi e di parte del quarto per realizzare una nuova galleria; rifacimento della facciata principale con realizzazione del portico esterno concepito come anticamera del teatro e introduzione di colonne di ordine toscano al piano nobile per sorreggere un timpano triangolare spezzato.
Negli anni settanta il teatro passò interamente in proprietà al Comune che avviò una serie di interventi di adeguamento della struttura culminati nell'intervento di restauro architettonico redatto e coordinato dall'architetto Emilio Pagnini, ultimato nel 1990, nell'ambito del progetto integrato FIO-Regione Toscana per l'edilizia teatrale. Grazie a questo intervento incentrato soprattutto sull'adeguamento dell'impiantistica e delle strutture agli standard attuali di funzionalità e di sicurezza, e con la gestione affidata dal 1984 all'Associazione Teatrale Pistoiese, il teatro ha ritrovato un'importante collocazione nell'ambito della programmazione teatrale non solo della città di Pistoia ma di ambito interprovinciale e regionale.
Nel 1998 è inoltre diventato sede del Centro Regionale Toscano per la Danza e del relativo progetto Toscanadanza mirante alla valorizzazione e alla promozione delle compagnie indipendenti attive in Toscana.

## Altre immagini

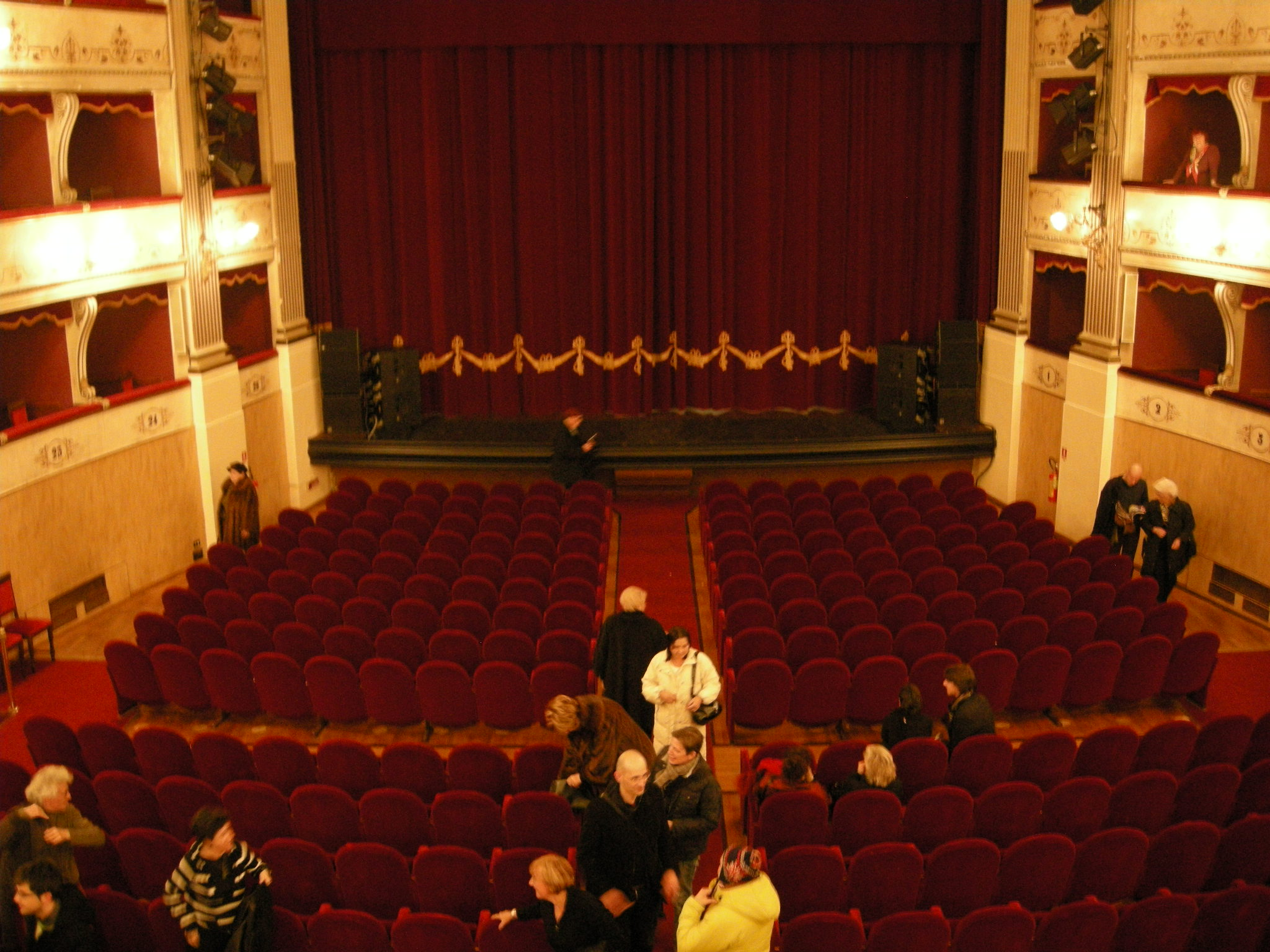
Platea
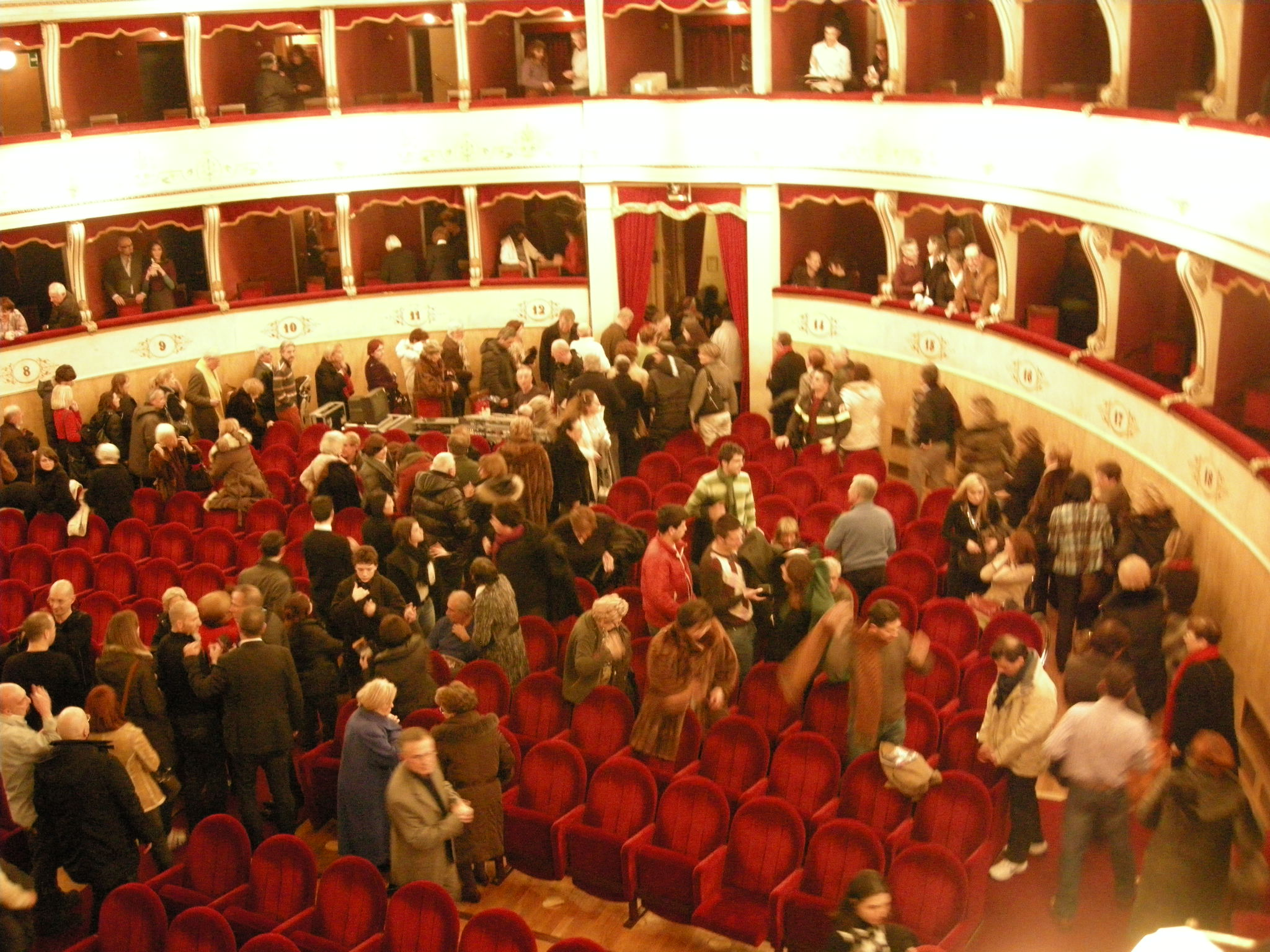
Platea
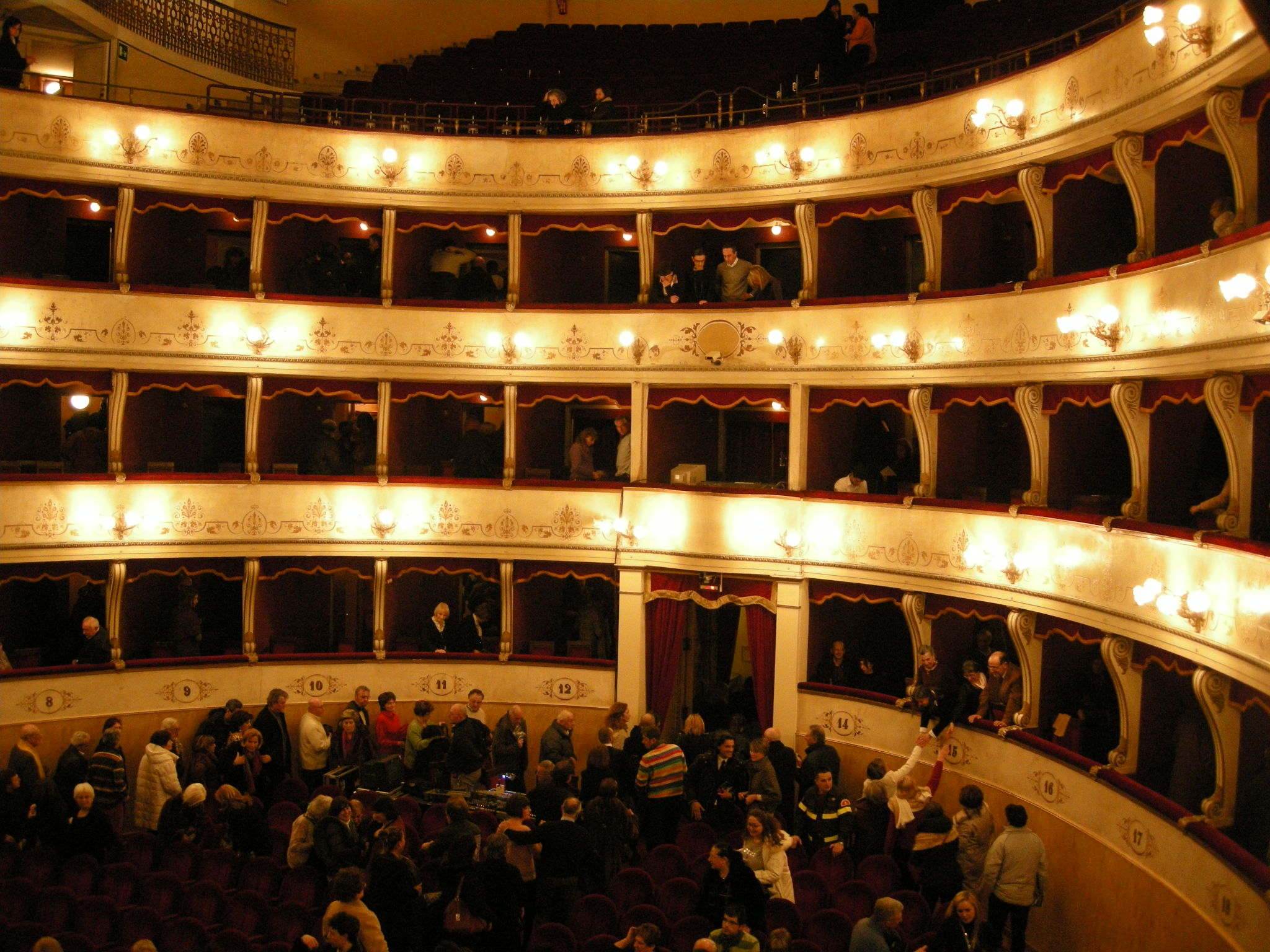
Palchi
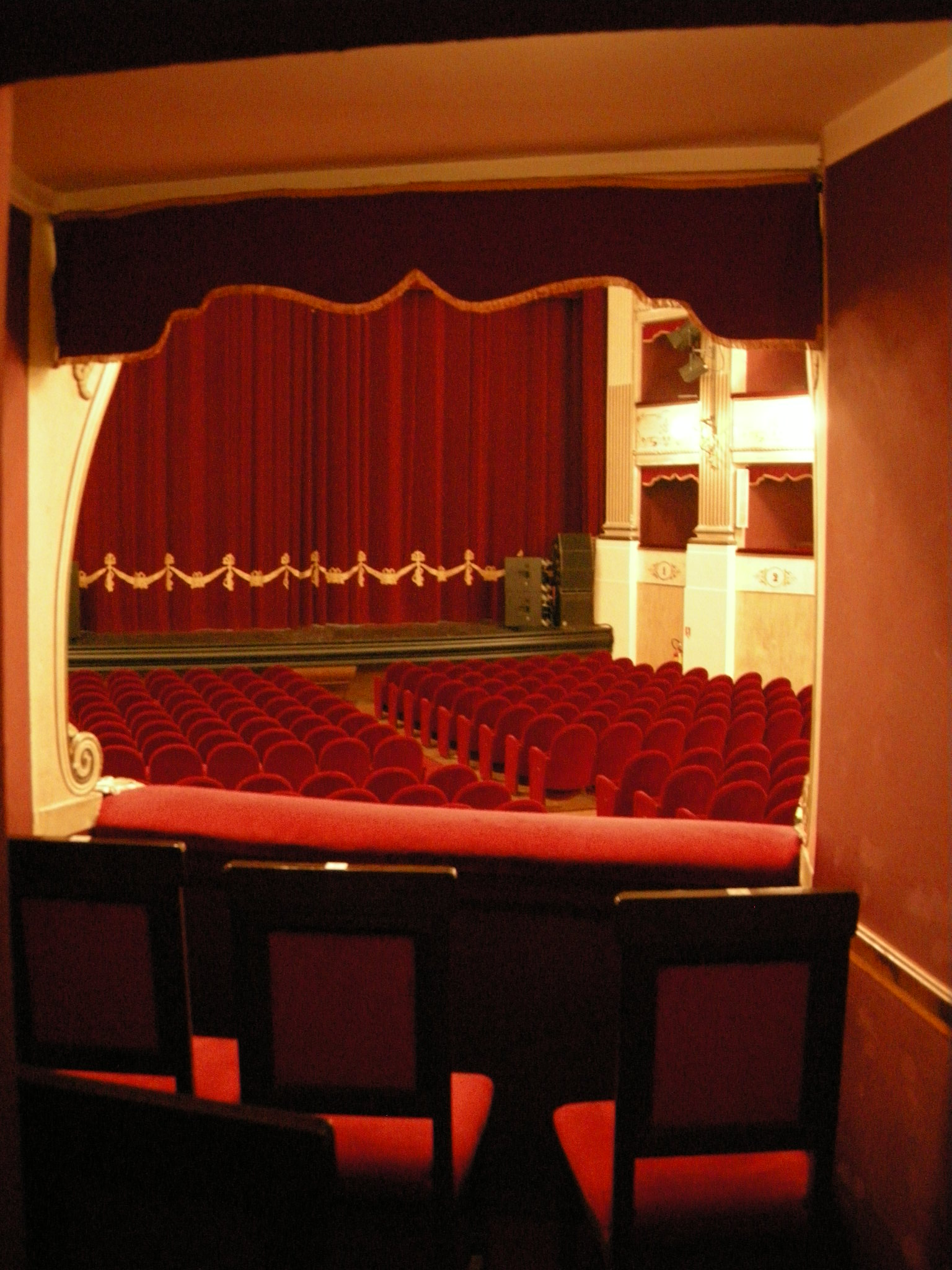
Un palchetto

## Eventi e Rappresentazioni
Tra i Direttori d'orchestra più celebri dell'800 che hanno diretto al Teatro di Pistoia, si annovera il M°Antonino Palminteri, presente sul podio del Manzoni quasi ininterrottamente dal 1909 al 1913, portando in scena Opere quali: Otello, La Wally, Manon, Adriana Lecouvreur, Aida, Loreley, Madama Butterfly. Gli allestimenti diretti dal M°Antonino Palminteri erano così apprezzati dal pubblico che la Stampa non mancava di esaltarne i meriti: "Per dar coesione ed efficacia ad un'opera di tale natura non ci voleva che un Maestro esperto e colto, qual è il Cav. Antonio Palminteri. Egli è uno dei direttori imposti dalla Casa Ricordi specie per certe opere di importanza come l'Otello. Ha concertato l'opera con passione, con entusiasmo grande e con vera coscienza d'arte. L'orchestra procede con una compattezza e una disciplina, che raramente ci è dato sentire. Ogni effetto ha il suo risalto ed egli precede e lo infonde negli artisti con la sua bacchetta, che [...] ha però la chiarezza e la energia spontanea, viva che il tutto assorbe ed unifica mirabilmente. A lui va il merito maggiore della bontà dello spettacolo".